# Alf Einar Grimsø
Alf Einar Korsvold Grimsø (20 agosto 1977) è un giocatore di calcio a 5 e calciatore norvegese, difensore del Vegakameratene 2 e difensore del Flatås.

## Carriera
Grimsø ha giocato con la maglia del Brønnøysund in 3. divisjon, nel 2006. Attivo anche nel calcio a 5, poiché i campionati di quest'ultima attività iniziano al termine di quelli calcistici, nella stagione 2009-2010 ha vestito la casacca del Vegakameratene, compagine militante in Eliteserie.
Dal 2010 al 2012 è stato in forza al Kvik, tra 4. divisjon e 3. divisjon. Nel 2013 è passato al Flatås, sempre nelle serie minori del campionato norvegese.
Al termine dell'Eliteserie 2016-2017 ha lasciato il Vegakameratene per giocare nella sua squadra riserve, il Vegakameratene 2.